# زمین‌لرزه ۱۹۰۳ فلسطین
زمین‌لرزه فلسطین در تاریخ ۲۹ مارس ۱۹۰۳ میلادی، برابر با ‎۸ فروردین ۱۲۸۲، ساعت ۲۲:۳۰:۰۰ به زمان یوتی‌سی در یهودیه و سامره رخ داد. بزرگی آن ۵٫۷ در مقیاس ریشتر اعلام شده است. زمین‌لرزه به وقت محلی در روز دوشنبه، ساعت ۰ روی داده و منطقه زمانی آن یوتی‌سی +۲ بوده است.
سازمان زمین‌شناسی آمریکا نیز جای این زمین‌لرزه را در مختصات ۳۲°۱۲′شمالی ۳۵°۱۸′شرقی / ۳۲٫۲°شمالی ۳۵٫۳°شرقی و بزرگی آنرا برابر با ۵٫۷ در مقیاس ریشتر اعلام کرده است.
شمار کشتگان زلزله حدود ۲۰ نفر بوده است.